# Vernisson
Pour les articles homonymes, voir Vernisson (homonymie).
Le Vernisson est un rivière française qui coule dans le département du Loiret, en région Centre-Val de Loire. C'est un affluent de rive droite du Puiseaux, donc un sous-affluent de la Seine, par le Loing.

## Géographie

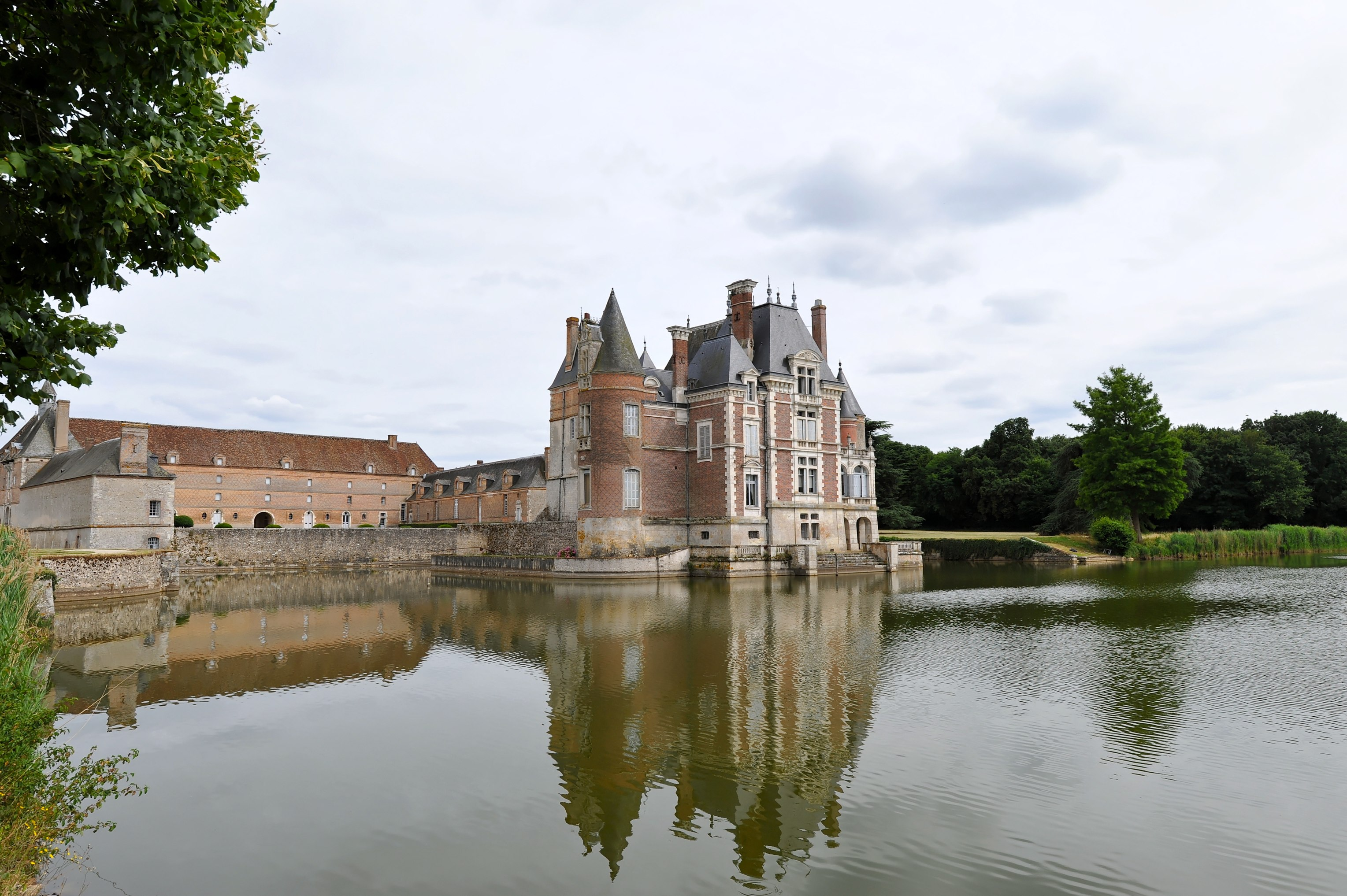
Le Château de La Bussière ou château des Pêcheurs à La Bussière.

La longueur de son cours d'eau est de 37,2 km.
Le Vernisson prend naissance à La Bussière dans la partie orientale de la forêt d'Orléans, à 174 m d'altitude et traverse l'étang des Ferrys puis passe au pied du château des Pêcheurs (musée).
Peu après sa naissance, et après plusieurs hésitations, il adopte résolument la direction du nord. À 800 m au sud de la D 2060 (vers le lycée du Chesnoy) il commence à couler presque en parallèle avec son voisin occidental le Puiseaux. Comme ce dernier, il maintient cette orientation nord tout au long du reste de son parcours.
Un bras du Puiseaux le rejoint à l'entrée du vieux Villemandeur mais leur confluence effective s'effectue un peu plus en aval, 1 km avant la confluence avec le canal de Briare en bordure nord de la vieille ville à Montargis, à 85 m d'altitude.

### Communes et cantons traversées
Dans le seul département du Loiret, le Vernisson traverse les onze communes communes suivantes, d'amont en aval, de La Bussière (source), Boismorand, Nogent-sur-Vernisson, Pressigny-les-Pins, Cortrat, Solterre, Mormant-sur-Vernisson, Conflans-sur-Loing, Villemandeur, Amilly, Montargis (confluence).
Soit en termes de cantons, le Vernisson prend source dans le canton de Gien, traverse les canton de Lorris, canton de Châlette-sur-Loing, et conflue dans le canton de Montargis, le tout dans l'arrondissement de Montargis.

### Toponymes
Le Vernisson a donné son nom aux deux communes suivantes de Nogent-sur-Vernisson et Mormant-sur-Vernisson.

### Bassin versant
Le Vernison traverse une seule zone hydrographique 'Le Puiseaux de sa source au confluent du Loing (exclu)' (F421).

## Affluents
Le Vernisson a six tronçons affluents référencés :
- le ruisseau de Courcelles (rd), 4,1 km sur la seule commune de La Bussière
- le ruisseau de Saint-Ythier ou ruisseau de la Mare (rg), 5 km sur les trois communes de Les Choux (source), Boismorand, Nogent-sur-Vernisson (confluence).
- le ruisseau du Ronceau (rd), 8,6 km sur les trois communes de Nogent-sur-Vernisson, Pressigny-les-Pins (confluence), et Sainte-Geneviève-des-Bois (source).
- un bras, 0,6 km sur la seule commune de Cortrat.
- le ru du Montant (rd), 2,4 km sur les deux communes de Mormant-sur-Vernisson (confluence) et Conflans-sur-Loing (source).
- les Puiseaux (rg), 0,4 km sur les deux communes de Amilly (confluence) et Villemandeur (source).

Le rang de Strahler est donc de deux.

## Hydrologie

### Le Vernisson à Nogent-sur-Vernisson
Le débit du Vernisson a été observé durant une période de 14 ans (1972-1985), à Nogent-sur-Vernisson, localité située à une quinzaine de kilomètres de son confluent avec le Loing à Montargis. Le bassin versant de la rivière est à cet endroit de 67,5 km2, soit plus ou moins les deux tiers de sa totalité qui en compte 100 km2[réf. nécessaire].
Le module de la rivière à Nogent-sur-Vernisson est de 0,217 m3/s.
Le Vernisson présente des fluctuations saisonnières de débit bien marquées. La période des hautes eaux se déroule en saison hivernale, et se caractérise par des débits mensuels moyens oscillant entre 0,344 et 0,485 m3/s, de janvier à avril inclus (avec un maximum assez net en février, puis mars). À partir du mois de mai, le débit diminue rapidement pour aboutir à la période des basses eaux qui a lieu de juillet à septembre, amenant une baisse du débit mensuel moyen allant jusqu'à 0,040 m3/s (40 litres/s) au mois de septembre, ce qui n'est pas trop sévère pour un aussi petit cours d'eau. Mais les fluctuations de débit peuvent être plus importantes d'après les années et sur des périodes plus courtes.

### Étiage ou basses eaux
À l'étiage, le VCN3 peut chuter jusque 0,001 m3/s (un litre/s), en cas de période quinquennale sèche, ce qui est très sévère, la rivière étant ainsi quasi à sec.

### Crues
Les crues sont d'importance moyenne et, compte tenu de la surface du bassin versant et du faible niveau du module, correspondent à celles des autres cours d'eau de la région. Les QIX 2 et QIX 5 valent respectivement 2,6 et 4,2 m3/s. Le QIX 10 est de 5,2 m3/s, le QIX 20 de 6,3 m3/s, tandis que le QIX 50 n'a pas été calculé, faute d'une durée d'observation suffisante pour le faire valablement.
Le débit instantané maximal enregistré à Nogent-sur-Vernisson durant cette période, a été de 6,41 m3/s le 9 août 1981, tandis que le débit journalier maximal enregistré était de 4,47 m3/s le 11 janvier 1982. Si l'on compare ces chiffres à l'échelle des QIX de la rivière, l'on constate que cette crue était d'ordre vicennal, et donc pas très exceptionnelle, et destinée à survenir tous les 20-25 ans environ.

### Lame d'eau et débit spécifique
Le Vernisson est une rivière fort peu abondante dans le contexte des affluents du Loing. La lame d'eau écoulée dans son bassin versant est de 102 millimètres annuellement, ce qui est non seulement largement inférieur à la moyenne d'ensemble de la France tous bassins confondus (320 millimètres par an), mais aussi nettement inférieur à la moyenne du bassin du Loing (148 millimètres par an). Le débit spécifique de la rivière (ou Qsp) affiche de ce fait le chiffre très faible de 3,2 litres par seconde et par kilomètre carré de bassin.

## Patrimoine
Le long du cours d'eau ou à proximité, on peut citer :
- les châteaux de La Bussière[3] et de La Valette[4] ;
- l'ancienne église Saint-Martin de Cortrat partiellement classée à l'inventaire des monuments historiques[5] ;
- l'arboretum national des Barres à Nogent-sur-Vernisson.

## Photothèque

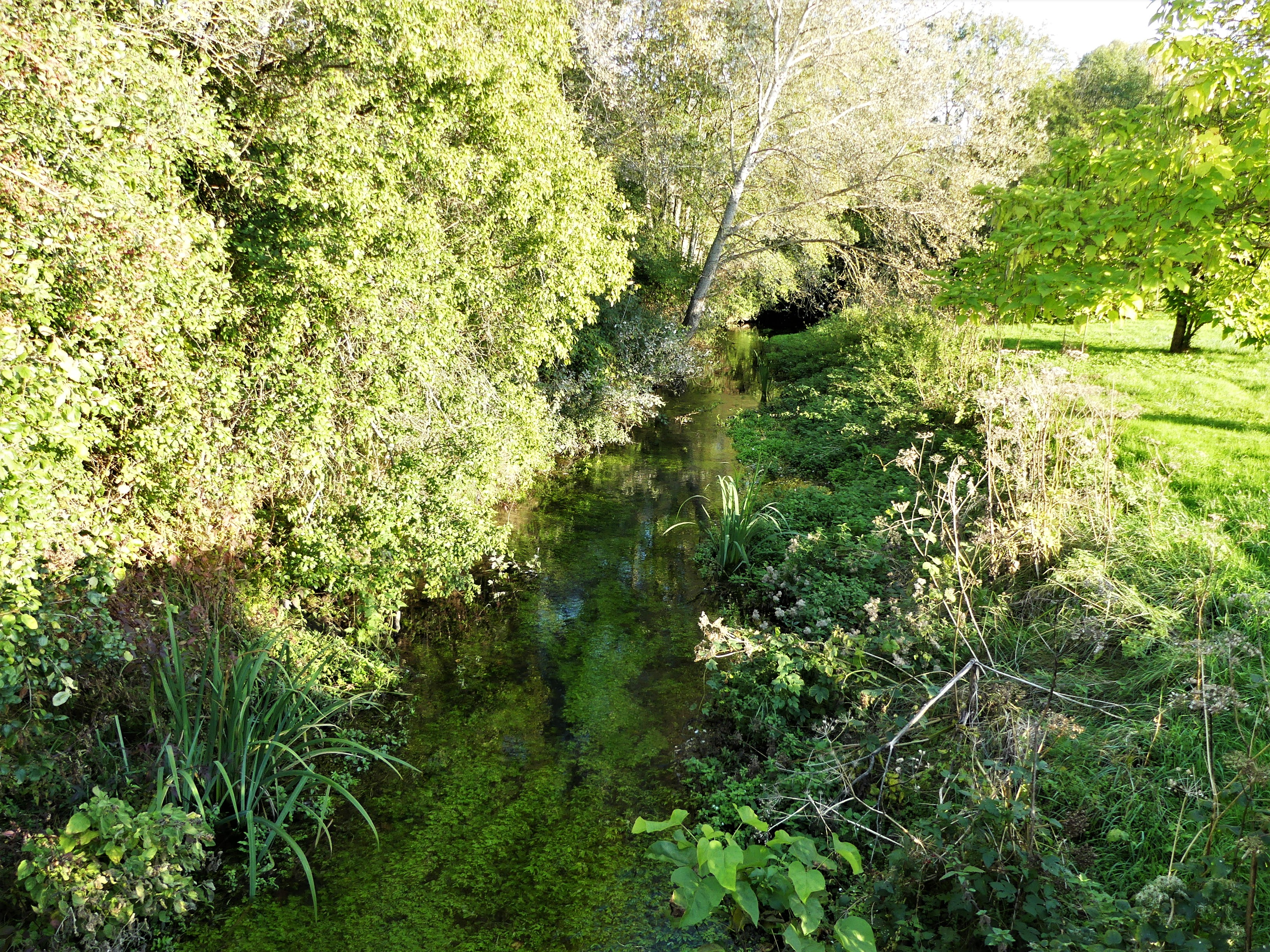
À Mormant-sur-Vernisson.
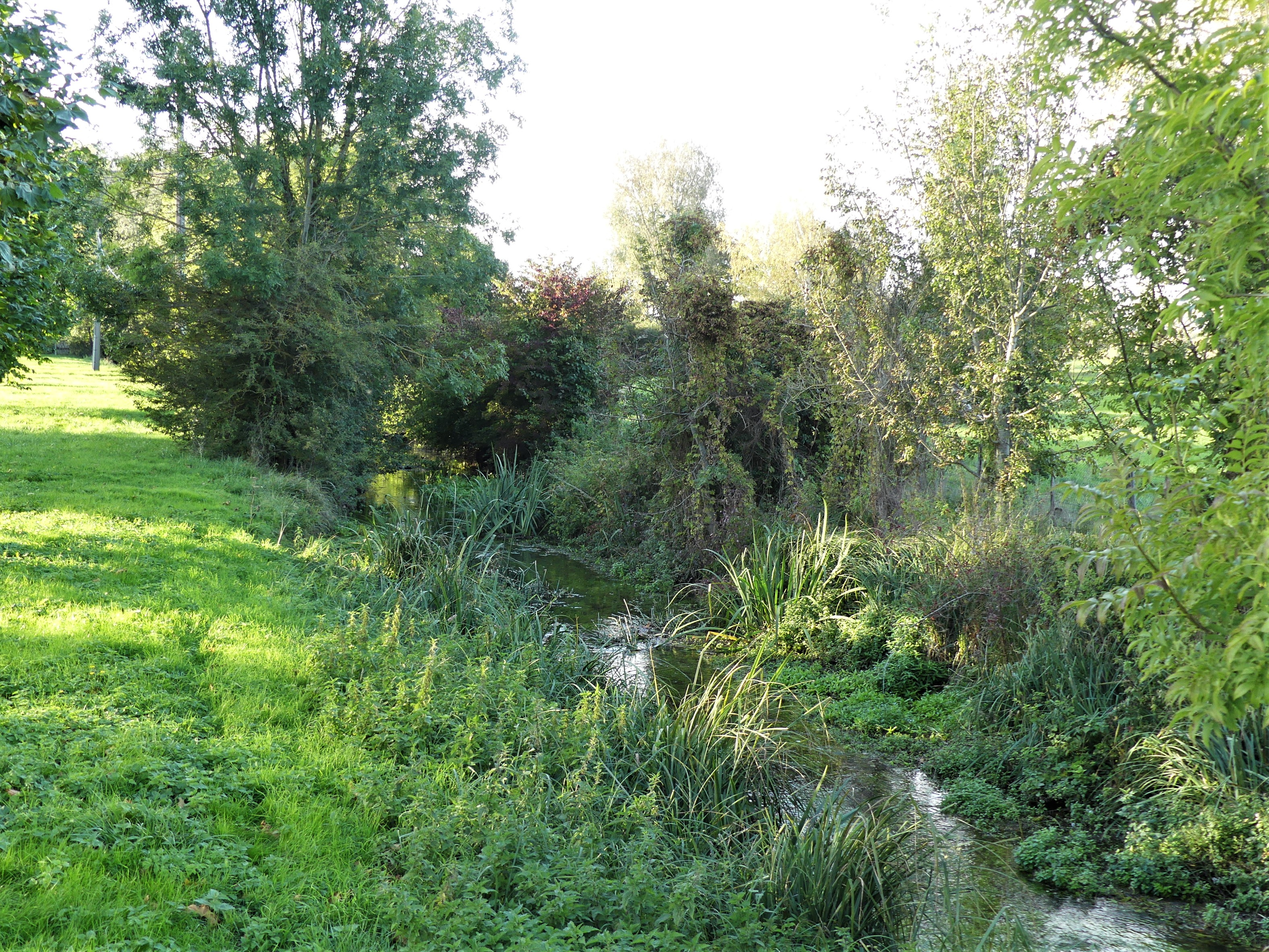
Idem.